# Jaroslav Barth
Jaroslav Barth (10. července 1873 Radlice u Prahy – 6. února 1938 Praha) byl český lékař, chirurg, překladatel a osvětový pracovník.

## Život
Narodil se v Radlicích nedaleko Prahy (pozdější součást města). Po vychození obecné školy a gymnázia vystudoval medicínu na Lékařské fakultě Karlo-Ferdinandovy univerzity, kde odpromoval roku 1900. Následně působil několik let jako vojenský lékař-chirurg ve Vídni, posléze v Budapešti. Poté odešel z armády a působil na klinikách ve Vídni a Berlíně, načež se profesně usadil v Praze: mimo to absolvoval studijní cesty po Rakousku, Německu, Francii, Belgii, Anglii a Itálii. Roku 1907 založil popularizační a osvětový zdravotnický týdeník Nová kultura. Rovněž byl autorem překladu řady zdravotnických textů z angličtiny.
Značnou část své kariéry věnoval propagaci zdravého životního stylu. V dobách ČSR patřil k předním zastáncům alkoholové abstinence, proti které vystupoval jak ve svých odborných spisech, tak v rámci spolkové činnost. Zejména z angličtiny přeložil řadu odborných textů týkajících se mj. závislosti na tabáku, pohlavních chorobách, výživě či psychickému zdraví. Se svou manželkou Ludmilou také napsal první českou vegetariánskou kuchařku. Mj. byl také místopředsedou mystického spolku Psyché.
Zemřel 6. února 1938 v Praze ve věku 64 let.

## Dílo

### Odborné překlady
- Pěstění tělesné krásy (z angličtiny)
- O tabáku
- O umění žíti
- O zdravých nervech
- O výmluvách pijáků
- O chorobách pohlavních
- O vlivu alkoholu na tělo lidské
- Léčení hladem

### Překlady beletrie
- Zlatá brána (Collinsová)
- Putující duše (Lützeler)